# Cléopâtre, la dernière reine d'Égypte
Cleopatra, nữ hoàng cuối cùng của Ai Cập (Cléopâtre, la dernière reine d'Égypte) là một vở comedie musical (ca kịch) hai hồi được sản xuất vào ngày 29 tháng 1 năm 2009.

## Nội dung
Vở ca kịch nói về mối tình giữa Cleopatra VII, Julius Caesar và Mark Antony.

## Sản xuất
- Các hình vẽ trên sân khấu: Kamel Ouali, Guillaume Segouin
- Lời mở đầu: Lionel Florence, Patrice Guiaro
- Âm nhạc: Fabien Dubos, Davide Esposito, Souad Massi, Laure Milan, Benoit Poher, Vegastar, Yvan Cassar
- Biên đạo múa: Kamel Ouali
- Phương hướng nghệ thuật: Bertrand Lamblot, Alexandra Cubizolles
- Trang trí: Bernard Arnould
- Trang phục: Dominique Borg
- Sản xuất: Jean-Claude Camus, Jackie Lombard, Đinh Thiện Ngô
- Phương hướng sản xuất: Roger Abriol
- Ngày công chiếu từ 29 tháng 1 năm 2009 đến ngày 29 tháng 4 năm 2009.

## Phân phối vai
1. Sofia Essaïdi - Cleopatra VII
2. Florian Étienne - Mark Antony
3. Christopher Stills - Julius Caesar
4. Mehdi Kerkouche - Ptolemaios XIII Theos Philopator
5. Dominique Magloire - Nữ tỳ Charmion
6. Amélie Piovoso - Octavia
7. Mickaël Trodoux - Octavius

## Các bài hát trong vở ca kịch

### Hồi 1
1. Tout sera stratagème (Ý chí là mưu mẹo) (Cleopatra VII)
2. Main dans la main (Tay trong tay) (Ptolemaios XIII)
3. L'accord (Thỏa thuận) (Julius Caesar và Cleopatra)
4. De l'ombre à la lumière (Từ bóng tối đến của ánh sáng) (Nữ tỳ Charmion)
5. Ailleurs (Ở nơi khác) (Ptolemaios và Charmion)
6. Femme d'aujourd'hui (Người phụ nữ hôm nay) (Cleopatra)
7. Tout est éphémère (Mọi thứ chỉ là phù du) (Caesar và Cleopatra)
8. Le serment (Lời thề) (Caesar và Mark Antony)
9. Ce qui me touche (Điều làm ta tổn thương) (Caesar)
10. Il faut partir (Phải ra đi) (Cleopatra và Charmion)

### Hồi 2
1. Je serai fidèle (Ta sẽ chung thủy) (Mark Antony)
2. Je serai ton ombre (Em là cái bóng bên chàng) (Octavia)
3. Une autre vie (Một cuộc sống khác) (Antony và Cleopatra)
4. Le Ballet des momies (Vũ điệu của những xác ướp) (Charmion)
5. Mon amour (Tình yêu của em) (Cleopatra)
6. Aujourd'hui et maintenant (Hôm nay và ngay bây giờ) (Antony)
7. On s'aimera quand même (Ta vẫn sẽ yêu nhau) (Antony và Cleopatra)
8. Ça fait mal (Điều đó gây ra nỗi đau) (Cleopatra)
9. Pour nous (Cho chúng ta) (Charmion)
10. La vie reprend (Lấy lại cuộc sống) (Antony, Cleopatra, Caesar, Octavia, Octavius, Charmion và Ptolemaios)